# Matthias Schweighöfer
Matthias Schweighöfer (Anklam, 11 marzo 1981) è un attore tedesco.

## Biografia
Nasce ad Anklam nella Germania Est, in una famiglia di attori di teatro: la madre Gitta Schweighöfer e il padre Michael Schweighöfer. Ha frequentato la Hochschule für Schauspielkunst "Ernst Busch".
Ha avuto una relazione con Ani Schrom, da cui ha avuto due figli, Greta (1º maggio 2009), e Valentin (17 febbraio 2014). Dal 2019 ha una relazione con l'attrice Ruby O. Fee. 
Debutta nel 1997 con Raus aus der Haut, diretto da Andreas Dresen e negli anni successivi appare in alcuni progetti acclamati dalla critica come Soloalbum, Kammerflimmern e Das wilde Leben.
Il 25 agosto 2011 esce nelle sale What a man in cui è regista, attore e sceneggiatore.

## Filmografia

### Attore

#### Cinema
- Spuk aus der Gruft, regia di Günter Meyer (1998)
- Mein Freund, seine Mutter und die Elbe, regia di Kathi Liehrs - cortometraggio (2000)
- Fremdes Land, regia di Stephan Rick - cortometraggio (2000)
- 3 Tage 44, regia di Oliver Dommenget - cortometraggio (2000)
- Freunde, regia di Martin Eigler (2000)
- Herz über Kopf, regia di Michael Gutmann (2001)
- Ballett ist ausgefallen, regia di Anne Wild - cortometraggio (2002)
- Nachts im Park, regia di Uwe Janson (2002)
- Paura.com (FeardotCom), regia di William Malone (2002)
- Soloalbum, regia di Gregor Schnitzler (2003)
- Hamlet_X, regia di Herbert Fritsch (2003)
- Die Klasse von '99 - Schule war gestern, Leben ist jetzt, regia di Marco Petry (2003)
- Kammerflimmern, regia di Hendrik Hölzemann (2004)
- Kombat Sechzehn, regia di Mirko Borscht (2005)
- Happy End, regia di Sebastian Strasser - cortometraggio (2005)
- Hypochonder, regia di Maggie Peren - cortometraggio (2005)
- Polly Blue Eyes, regia di Tomy Wigand (2005)
- Der blaue Affe, regia di Carsten Unger (2006)
- Das wilde Leben, regia di Achim Bornhak (2007)
- Fata Morgana, regia di Simon Groß (2007)
- 300 ore per innamorarsi (Keinohrhasen), regia di Til Schweiger (2007)
- Il Barone Rosso, regia di Nikolai Müllerschön (2008)
- Der Architekt, regia di Ina Weisse (2008)
- Operazione Valchiria (Valkyrie), regia di Bryan Singer (2008)
- Night Train, regia di Brian King (2009)
- 12 Meter ohne Kopf, regia di Sven Taddicken (2009)
- Must Love Death, regia di Andreas Schaap (2009)
- Zweiohrküken, regia di Til Schweiger (2009)
- Friendship!, regia di Markus Goller (2010)
- 3faltig, regia di Harald Sicheritz (2010)
- What a Man, regia di Matthias Schweighöfer (2011)
- Rubbeldiekatz, regia di Detlev Buck (2011)
- Russendisko, regia di Oliver Ziegenbalg (2012)
- Schlussmacher, regia di Matthias Schweighöfer (2013)
- Kokowääh 2, regia di Til Schweiger (2013)
- Frau Ella, regia di Markus Goller (2013)
- Vaterfreuden, regia di Matthias Schweighöfer (2014)
- Bibi & Tina: Voll verhext!, regia di Detlev Buck (2014)
- Der Nanny, regia di Matthias Schweighöfer (2015)
- The Most Beautiful Day - Il giorno più bello (Der geilste Tag), regia di Florian David Fitz (2016)
- Robinson Crusoe (The Wild Life), regia di Vincent Kesteloot e Ben Stassen (2016) - voce
- Kursk, regia di Thomas Vinterberg (2018)
- Resistance - La voce del silenzio (Resistance), regia di Jonathan Jakubowicz (2020)
- Army of the Dead, regia di Zack Snyder (2021)
- Army of Thieves, regia di Matthias Schweighöfer (2021)
- Le nuotatrici, regia di Sally El Hosaini (2022)
- Oppenheimer, regia di Christopher Nolan (2023)
- Heart of Stone, regia di Tom Harper (2023)
- Family Switch, regia di McG (2023)
- Amrum, regia di Fatih Akın (2025)
- Brick, regia di Philip Koch (2025)

#### Televisione
- Ärzte – serie TV, episodio 6x04 (1994)
- Raus aus der Haut, regia di Andreas Dresen - film TV (1997)
- Ein Mann fällt nicht vom Himmel, regia di Sibylle Tafel - film TV (1998)
- Dr. Stefan Frank - Der Arzt, dem die Frauen vertrauen – serie TV, episodio 4x10 (1999)
- Siska – serie TV, episodi 1x01 - 2x13 (1998-1999)
- Verbotenes Verlangen - Ich liebe meinen Schüler, regia di Zoltan Spirandelli - film TV (2000)
- Spuk im Reich der Schatten, regia di Günter Meyer - film TV (2000)
- Küss mich, Frosch, regia di Dagmar Hirtz - film TV (2000)
- Babykram ist Männersache, regia di Uwe Janson - film TV (2001)
- Polizeiruf 110 – serie TV, episodio 30x05 (2001)
- Vorspiel mit Nachspiel, regia di Uwe Janson - film TV (2001)
- Die Freunde der Freunde, regia di Dominik Graf - film TV (2002)
- Baal, regia di Uwe Janson - film TV (2004)
- Kalter Frühling, regia di Dominik Graf - film TV (2004)
- Schiller, regia di Martin Weinhart - film TV (2005)
- Lulu, regia di Uwe Janson - film TV (2006)
- Ein spätes Mädchen, regia di Hendrik Handloegten - film TV (2007)
- Mein Leben - Marcel Reich-Ranicki, regia di Dror Zahavi - film TV (2009)
- Tatort – serie TV, episodi 1x488 - 1x751 (2001-2010)
- You Are Wanted - serie TV, 6 episodi (2017)

### Regista
- What a Man (2011)
- Army of Thieves (2021)

### Produttore
- Resistance - La voce del silenzio (Resistance), regia di Jonathan Jakubowicz (2020)
- Army of Thieves, regia di Matthias Schweighöfer (2021)
- Unwanted - Ostaggi del mare, regia di Oliver Hirschbiegel (2023)

## Riconoscimenti
| 2000 German Television Awards (Promotional Award): - Vinto per Verbotenes Verlangen - Ich liebe meinen Schüler 2002 Günter Strack TV Award: - Vinto per miglior giovane attore Tatort 2003 Adolf Grimme Awards, Germany: - Vinto miglior fiction per Die Freunde der Freunde 2003 Golden Camera, Germany (Curt Jürgens Memorial Camera): - Vinto 2003 New Faces Awards, Germany: - Vinto miglior attore per Soloalbum 2004 Baden-Baden TV Film Festival (Special Award): - Vinto per Kalter Frühling e Baal | 2005 Bavarian Film Awards: - Vinto per miglior giovane attore Kammerflimmern 2005 Undine Awards, Austria: - Vinto miglior giovane attore per Schiller 2007 Bambi Awards (Bambi): - Vinto 2007 Undine Awards, Austria: - Vinto miglior giovane attore per Das wilde Leben 2009 German Television Awards: - Candidatura al miglior attore per Mein Leben - Marcel Reich-Ranicki 2010 Golden Camera, Germany: - Candidatura al miglior attore tedesco per Mein Leben - Marcel Reich-Ranicki |

## Doppiatori italiani
Nelle versioni in italiana delle opere in cui ha recitato, Matthias Schweighöfer è stato doppiato da:
- Flavio Aquilone in Operazione Valchiria, Army of the Dead, Army of Thieves, Heart of Stone
- Nanni Baldini in The Most Beautiful Day - Il giorno più bello
- Stefano Crescentini in You Are Wanted
- Marcello Gobbi in Hot Dog - Attacco a Berlino
- Loris Loddi in Resistance - La voce del silenzio
- Emiliano Coltorti in Oppenheimer, Brick